# Obereopsis partenigricollis
Obereopsis partenigricollis är en skalbaggsart som beskrevs av Stefan von Breuning 1957. Obereopsis partenigricollis ingår i släktet Obereopsis och familjen långhorningar. Inga underarter finns listade i Catalogue of Life.